# Nhật Lệ (strand)

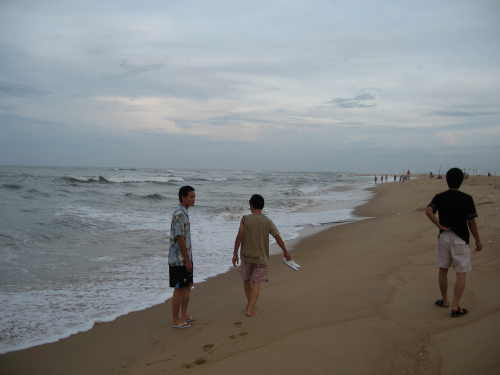
Strand van het plaatsje Nhat Le.

Nhật Lệ is een strand in Đồng Hới, in de provincie Quảng Bình in Centraal-Vietnam.
Nhật Lệ ligt aan de Zuid-Chinese Zee, circa 500 km ten zuiden van Hanoi. Het strand van Nhật Lệ is gelegen dicht bij de monding van de rivier Nhật Lệ en heeft veel zand. Er is een viersterren-vakantieverblijf, plus een aantal andere in aanbouw in het gebied. Het strand ligt op twee kilometer afstand van het centrum van Đồng Hới.